# Manzanoztitla
Manzanoztitla är en ort i Mexiko.   Den ligger i kommunen Tlaquilpa och delstaten Veracruz, i den sydöstra delen av landet, 230 km öster om huvudstaden Mexico City. Manzanoztitla ligger 2 329 meter över havet och antalet invånare är 133.
Terrängen runt Manzanoztitla är lite bergig, och sluttar österut. Runt Manzanoztitla är det ganska tätbefolkat, med 93 invånare per kvadratkilometer. Närmaste större samhälle är Zongolica, 14,7 km öster om Manzanoztitla. Omgivningarna runt Manzanoztitla är en mosaik av jordbruksmark och naturlig växtlighet.